# Icterus cayanensis
El turpial boyerito o turpial de charretera (Icterus cayanensis), conocido en Venezuela como tordo de alas canela o turpial moriche, es una especie de ave paseriforme de la familia Icteridae propia de América del Sur.

## Distribución y hábitat
Se encuentra en Argentina, Bolivia, Brasil, Ecuador, Guayana Francesa, Guyana, Perú, Surinam y Venezuela. El hábitat de esta especie son las concentraciones de palma Mauritia flexuosa en terrenos pantanosos o inundables en áreas abiertas o de bosque, estando presente también en los bordes y el dosel del bosque húmedo tropical.

## Descripción
Mide 20 cm de longitud. Plumaje negro brillante con una mancha castaña a anaranjada en el hombro. Pico fino y agudo. Cuerpo esbelto y cola larga.

## Subespecies
El estudio genético ha permitido separar en dos clados las subespecies que eran incluidas en esta especie, el primero incluye dos subespecies que son las que realmente se incluyen ahora en Icterus cayanensis :
- I. c. cayanensis (Linnaeus, 1766)
- I. c. chrysocephalus (Linnaeus, 1766)

Las otras cuatro forman un grupo monofilético, actualmente incluido en la especie Icterus pyrrhopterus
- I. p. periporphyrus (Bonaparte, 1850)
- I. p. pyrrhopterus (Vieillot, 1819)
- I. p. tibialis Swainson, 1838
- I. p. valenciobuenoi H. Ihering, 1902